# Arboricornus nigrata
Arboricornus nigrata là một loài bướm đêm trong họ Noctuidae.